# Rudolf Szanwald
Rudolf Szanwald (Bécs, 1931. július 6. – Bécs, 2013. január 2.) osztrák válogatott labdarúgókapus.

## Pályafutása

### Klubcsapatokban
Pályafutása nagy részét a Wiener SC-nél töltötte, utolsó éveiben játszott még az FC Kärnten és az Austria Wien csapataiban is.

### A válogatottban
Tíz éven át volt tagja a válogatottnak, az 1958-as világbajnokságon ő viselte az 1-es mezt, Brazília és Anglia ellen védett.